# Fußball-Weltmeisterschaft 1950/Schweden
Dieser Artikel behandelt die schwedische Fußballnationalmannschaft bei der Fußball-Weltmeisterschaft 1950.

## Qualifikation
| Schweden | - | Irland   | 3:1 |
| Irland   | - | Schweden | 1:3 |

Finnland zog zurück und die übrigen Spiele wurden gestrichen.

## Schwedisches Aufgebot
| Nummer / Name | Nummer / Name      | Damaliger Verein | Geburtstag | Länderspiele |
| Torhüter      | Torhüter           | Torhüter         | Torhüter   | Torhüter     |
| ------------- | ------------------ | ---------------- | ---------- | ------------ |
|               | Torsten Lindberg   | IFK Norrköping   | 14.04.1917 |              |
|               | Kalle Svensson     | Helsingborgs IF  | 11.11.1925 |              |
|               | Tore Svensson      | Malmö FF         | 06.12.1927 |              |
| Abwehr        |                    |                  |            |              |
|               | Sune Andersson     | AIK Solna        | 22.02.1921 |              |
|               | Ivan Bodin         | AIK Solna        | 20.07.1923 |              |
|               | Erik Nilsson       | Malmö FF         | 06.08.1916 |              |
|               | Knut Nordahl       | IFK Norrköping   | 13.01.1920 |              |
|               | Lennart Samuelsson | IF Elfsborg      | 07.07.1924 |              |
| Mittelfeld    |                    |                  |            |              |
|               | Olle Åhlund        | Degerfors IF     | 22.08.1920 |              |
|               | Ingvar Gärd        | Malmö FF         | 06.10.1921 |              |
|               | Gunnar Johansson   | GAIS Göteborg    | 29.02.1924 |              |
| Angriff       |                    |                  |            |              |
|               | Hasse Jeppson      | Djurgårdens IF   | 10.05.1925 |              |
|               | Egon Jönsson       | Malmö FF         | 06.12.1926 |              |
|               | Arne Månsson       | Malmö FF         | 11.11.1925 |              |
|               | Bror Mellberg      | AIK Solna        | 09.12.1923 |              |
|               | Stellan Nilsson    | Malmö FF         | 28.05.1922 |              |
|               | Karl-Erik Palmér   | Malmö FF         | 17.04.1929 |              |
|               | Ingvar Rydell      | Malmö FF         | 07.05.1922 |              |
|               | Lennart Skoglund   | AIK Solna        | 24.12.1929 |              |
|               | Stig Sundqvist     | IFK Norrköping   | 19.07.1922 |              |
|               | Curt Svensson      | IS Halmia        |            |              |
|               | Börje Tapper       | Malmö FF         | 20.05.1922 |              |
| Trainer       |                    |                  |            |              |
|               | George Raynor      |                  | 13.01.1907 |              |

## Spiele der schwedischen Mannschaft
- Schweden –  Italien 3:2 (2:1)

Stadion: Estádio do Pacaembu (São Paulo)
Zuschauer: 50.000
Schiedsrichter: Lutz (Schweiz)
Tore: 0:1 Carapellese (7.), 1:1 Jeppson (25.), 2:1 Andersson (33.), 3:1 Jeppson (68.), 3:2 Muccinelli (75.)
- Schweden –  Paraguay 2:2 (2:1)

Stadion: Estádio Durival Britto e Silva (Curitiba)
Zuschauer: 8.000
Schiedsrichter: Mitchell (Schottland)
Tore: 1:0 Sundqvist (24.), 2:0 Palmér (26.), 2:1 A. López (32.), 2:2 C. López (89.)
Die Gruppe III begann mit einem Paukenschlag: Schweden besiegte den Weltmeister Italien mit 3:2. Die Skandinavier ließen sich von dem frühen Rückstand (7., Carapellese) nicht schocken und gingen danach 3:1 in Führung (Jeppson 25. und 69., sowie Andersson in der 34. Minute). Das 2:3 durch Muccinelli (76.) reichte der Squadra Azzurra nicht. Italiens Nachteil war, dass die Nationalspieler des FC Turin, die ein Jahr zuvor bei einem Flugzeugabsturz ums Leben gekommen waren, nicht gleichwertig ersetzt werden konnten. Den Schweden reichte ein 2:2 gegen Paraguay, das wiederum gegen Italien 0:2 verlor, zum Weiterkommen.

### Finalrunde
- Brasilien –  Schweden 7:1 (3:0)

Stadion: Maracanã (Rio de Janeiro)
Zuschauer: + 138.000
Schiedsrichter: Ellis (England)
Tore: 1:0 Ademir (17.), 2:0 Ademir (36.), 3:0 Chico (39.), 4:0 Ademir (52.), 5:0 Ademir (58.), 5:1 Andersson (67.) 11 m, 6:1 Maneca (85.), 7:1 Chico (88.)
- Uruguay –  Schweden 3:2 (1:2)

Stadion: Estádio do Pacaembu (São Paulo)
Zuschauer: 8.000
Schiedsrichter: Galeati (Italien)
Tore: 0:1 Palmér (5.), 1:1 Ghiggia (39.), 1:2 Sundqvist (40.), 2:2 Míguez (77.), 3:2 Míguez (85.)
- Schweden –  Spanien 3:1 (2:0)

Stadion: Estádio do Pacaembu (São Paulo)
Zuschauer: 11.000
Schiedsrichter: van der Meer (Niederlande)
Tore: 1:0 Sundqvist (15.), 2:0 Mellberg (33.), 3:0 Palmér (80.), 3:1 Zarra (82.)
Spätestens nach dem 7:1-Erfolg Brasiliens gegen Schweden waren die Gastgeber turmhoher Favorit der Endrundengruppe. Mit absolutem Zauberfußball faszinierten Ademir & Co. die knapp 140.000 Zuschauer im Maracana-Stadion. Wie kaum ein Team zuvor zeigten die Brasilianer Fußball par excellence. Die Innenstürmer Zizinho, Ademir und Jair wirbelten die Schweden durcheinander. Als auch die Spanier den Gastgebern mit 1:6 unterlagen, hatten die Kommentatoren kaum genug Superlativen für die wie entfesselt aufspielenden Fußball-Akrobaten vom Zuckerhut parat. Derweil krampfte sich das Team von Uruguay glücklich durch die ersten beiden Spiele. Gegen Spanien gab es ein mühsames, erst spät durch Valdanas Gewaltschuss gesichertes 2:2. Auch die Schweden konnten erst mit dem späten Tor zum 3:2 durch Míguez (85.) besiegt werden. Die Begegnung zwischen Spanien und Schweden gewannen die Skandinavier sicher mit 3:1, was Platz drei in der Endabrechnung des Turniers bedeutete.